# 帕帕拉
帕帕拉（Paparā，亦作Papara）是法国海外集体法屬玻里尼西亞向风群岛行政区的一个市镇，位于大溪地島。

## 地理
帕帕拉（17°46'18"S, 149°28'58"W）面积93 平方千米，位于法国海外集体法屬玻里尼西亞向风群岛的大溪地島。
与帕帕拉接壤的市镇包括：帕埃亞、普纳奥亚、希蒂阿奥泰拉、泰瓦伊乌塔。

## 行政
帕帕拉的邮政编码为98712，INSEE市镇编码为98734。

## 政治
帕帕拉的现任市长为索尼娅·普努阿（Sonia Punua）女士，任期为2020-2026年。

## 人口
帕帕拉于2022年时的人口数量为11,743人。